# Bozonizacja
Bozonizacja - technika matematyczna stosowana w kwantowej fizyce ciała skondensowanego polegająca na transformacji pól fermionowych polami bozonowymi. Zastosowanie tej metody pozwala zamienić zagadnienie oddziałujących fermionów równoważnym mu zagadnieniem wyrażonym przez wzbudzenia o bozonowym charakterze.
Podstawowe cechy bozonizacji to:
- możliwość teoretycznego badania układów silnie skorelowanych fermionów, dla których techniki ferminowe są nierozwiązywalne
- jest techniką nieperturbacyjną, co oznacza, że można ją stosować do układów, w których metody przybliżeń nie mogą dać poprawnych wyników
- możliwość uzyskania mierzalnych parametrów wyrażonych przez wzbudzenia bozonowe.

Jednym z podstawowych przykładów zastosowania bozonizacji jest ciecz Luttingera (tzw. model Tomonagi-Luttingera - oddziałujące fermiony w jednym wymiarze). Technika ta sprawdza się głównie w układach jednowymiarowych, istnieją jej rozszerzenia na dwa i trzy wymiary, jednak znaczne komplikacje rachunkowe powodują trudności w bezpośrednim zastosowaniu.
Ściśle związaną z bozonizacją techniką jest refermionizacja, polegająca na ponownej transformacji funkcji i operatorów z reprezentacji bozonowej do fermionowej.